# Nikita Contini
Nikita Contini-Baranovskyi (Čerkasy, 21 maggio 1996) è un calciatore italiano con cittadinanza ucraina, portiere del Napoli.

## Biografia
Contini è nato in Ucraina da padre italiano, originario di Giugliano in Campania, e madre ucraina. All'età di tre anni si è trasferito in Italia.
Ha una relazione con la modella ed influencer napoletana Martina Fusco, dalla quale ha avuto un figlio, Ethan, nato il 14 giugno 2023.

## Caratteristiche tecniche
Portiere bravo negli anticipi e molto reattivo, è abile nell'impostazione del gioco e sicuro nelle uscite; è altresì un ottimo para-rigori. Ha dichiarato di ispirarsi a Mike Maignan.

## Carriera
Cresce nel settore giovanile dell'Atletico Giugliano, prima di passare, nel 2008, al Napoli. Il 28 luglio 2015 viene ceduto a titolo temporaneo alla SPAL, con cui inizia la carriera professionistica. Dopo aver conquistato la promozione in Serie B con il club estense, il 19 agosto 2016 si trasferisce in prestito alla Carrarese. Trascorsa la prima parte di stagione come riserva, nel successivo mese di gennaio passa al Taranto, sempre a titolo temporaneo.
Il 25 luglio 2017 si trasferisce in prestito al Pontedera. Il 22 agosto 2018 passa, ancora in prestito, al Siena. Nella stagione successiva viene prestato alla Virtus Entella. Rientrato poi al Napoli e rimasto in rosa come terzo portiere, il 23 settembre 2020 rinnova il contratto con il club campano fino al 2025.
Il 19 agosto 2021 si trasferisce a titolo temporaneo al Crotone. Dopo aver perso il posto da titolare, anche a causa di problemi fisici, il 31 gennaio 2022 passa, sempre in prestito, al Vicenza, venendo subito impiegato con continuità e vincendo il premio di calciatore del mese di febbraio per l'AIC.
L’11 agosto seguente, dopo essere rientrato al Napoli, viene nuovamente girato in prestito, questa volta alla Sampdoria. Esordisce con i blucerchiati il successivo 20 ottobre, in occasione del match valido per il secondo turno di Coppa Italia contro l'Ascoli, nel quale diventa protagonista durante i calci di rigore, sia realizzando il suo tiro dal dischetto che parando il penalty decisivo al portiere dei bianconeri Enrico Guarna; la Samp riesce così a conquistare l'accesso agli ottavi di finale. Gioca da titolare anche nella gara valevole per il turno successivo, disputata il 12 gennaio 2023 e persa per 1-0 contro la Fiorentina.
All'indomani della sconfitta contro i viola, il prestito viene rescisso e Contini passa a titolo temporaneo alla Reggina, in Serie B. A fine stagione rientra al Napoli e per l'annata 2023-2024 va a ricoprire il ruolo di terzo portiere, alle spalle di Alex Meret e Pierluigi Gollini. Fa il suo debutto in maglia azzurra, e contestualmente in Serie A, il 29 dicembre 2023, subentrando all'infortunato Meret al 74' del match casalingo contro il Monza, terminato col risultato di 0-0 e valido per la 18ª giornata di campionato.

## Statistiche

### Presenze e reti nei club
Statistiche aggiornate 1º luglio 2025.
| Stagione        | Squadra         | Campionato      | Campionato | Campionato | Coppe nazionali | Coppe nazionali | Coppe nazionali | Coppe continentali | Coppe continentali | Coppe continentali | Altre coppe | Altre coppe | Altre coppe | Totale | Totale |
| Stagione        | Squadra         | Comp            | Pres       | Reti       | Comp            | Pres            | Reti            | Comp               | Pres               | Reti               | Comp        | Pres        | Reti        | Pres   | Reti   |
| --------------- | --------------- | --------------- | ---------- | ---------- | --------------- | --------------- | --------------- | ------------------ | ------------------ | ------------------ | ----------- | ----------- | ----------- | ------ | ------ |
| 2015-2016       | SPAL            | LP              | 8          | -8         | CI+CI-LP        | 1+4             | -3 + -3         | -                  | -                  | -                  | SLP         | 0           | 0           | 13     | -14    |
| 2016-gen. 2017  | Carrarese       | LP              | 2          | -5         | CI+CI-LP        | 0+2             | 0 + -1          | -                  | -                  | -                  | -           | -           | -           | 4      | -6     |
| gen.-giu. 2017  | Taranto         | LP              | 5          | -11        | CI-LP           | 1               | -1              | -                  | -                  | -                  | -           | -           | -           | 6      | -12    |
| 2017-2018       | Pontedera       | C               | 35+1       | -48 + -2   | CI-C            | 2               | 0               | -                  | -                  | -                  | -           | -           | -           | 38     | -50    |
| 2018-2019       | Siena           | C               | 35+1       | -36 + -1   | CI+CI-C         | 0+0             | 0               | -                  | -                  | -                  | -           | -           | -           | 36     | -37    |
| 2019-2020       | Virtus Entella  | B               | 32         | -44        | CI              | 1               | -2              | -                  | -                  | -                  | -           | -           | -           | 33     | -46    |
| 2020-2021       | Napoli          | A               | 0          | 0          | CI              | 0               | 0               | UEL                | 0                  | 0                  | SI          | 0           | 0           | 0      | 0      |
| 2021-gen. 2022  | Crotone         | B               | 7          | -9         | CI              | 0               | 0               | -                  | -                  | -                  | -           | -           | -           | 7      | -9     |
| gen.-giu. 2022  | Vicenza         | B               | 12+2       | -11 + -2   | CI              | -               | -               | -                  | -                  | -                  | -           | -           | -           | 14     | -13    |
| 2022-gen. 2023  | Sampdoria       | A               | 0          | 0          | CI              | 2               | -3              | -                  | -                  | -                  | -           | -           | -           | 2      | -3     |
| gen.-giu. 2023  | Reggina         | B               | 8+1        | -12 + - 1  | CI              | -               | -               | -                  | -                  | -                  | -           | -           | -           | 9      | -13    |
| 2023-2024       | Napoli          | A               | 1          | 0          | CI              | 0               | 0               | UCL                | 0                  | 0                  | SI          | 0           | 0           | 1      | 0      |
| 2024-2025       | Napoli          | A               | 0          | 0          | CI              | 0               | 0               | -                  | -                  | -                  | -           | -           | -           | 0      | 0      |
| 2025-2026       | Napoli          | A               | -          | -          | CI              | -               | -               | UCL                | -                  | -                  | SI          | -           | -           | -      | -      |
| Totale Napoli   | Totale Napoli   | Totale Napoli   | 1          | 0          |                 | 0               | 0               |                    | 0                  | 0                  |             | 0           | 0           | 1      | 0      |
| Totale carriera | Totale carriera | Totale carriera | 150        | -190       |                 | 13              | -13             |                    | 0                  | 0                  |             | 0           | 0           | 163    | -203   |

## Palmarès

### Club

#### Competizioni nazionali
- Lega Pro: 1

SPAL: 2015-2016
- Supercoppa di Lega Pro: 1

SPAL: 2016
- Campionato italiano: 1

Napoli: 2024-2025